# Марано ди Наполи
Марано ди Наполи (итал. Marano di Napoli) град је у Италији у регији Кампања. Према процени из 2010. у граду је живело 59.472 становника.

## Становништво
Према резултатима пописа становништва 2011. у општини је живело 57.204 становника.
| 1931.  | 1936.  | 1951.  | 1961.  | 1971.  | 1981.  | 1991.  | 2001.  | 2011.  |
| ------ | ------ | ------ | ------ | ------ | ------ | ------ | ------ | ------ |
| 12.597 | 13.481 | 16.634 | 19.285 | 30.307 | 41.571 | 47.961 | 57.448 | 57.204 |

## Партнерски градови
- Драч